# Казе Педрера Гранде (Римини)
Казе Педрера Гранде је насеље у Италији у округу Римини, региону Емилија-Ромања.
Према процени из 2011. у насељу је живело 53 становника. Насеље се налази на надморској висини од 10 м.